# Gabriel Alomar
Gabriel Alomar, katalonski pesnik in esejist, * 1873, † 1941.
Na njegovo delo so vplivali francoski in italijanski pesniki 19. stoletja.

## Delo
- pesniška zbirka Ognjeni steber